# Утемисов, Махамбет

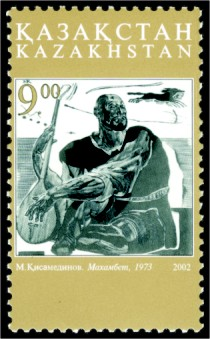
Почтовая марка Казахстана, 2002 год

Махамбе́т Утеми́сов (каз. Махамбет Өтемісұлы; 1803, Букеевская Орда, Российская империя — 20 октября 1846, там же) — один из руководителей восстания казахов в Западном Казахстане в 1836—1838 годах. Поэт (акын), до восстания был придворным поэтом при ставке Жангир-Керей-хана.

## Биография
Родился в 1803 году в Букеевской Орде (ныне Бокейординский район Западно-Казахстанской области). Происходит из рода Жаик Бериш племени Алшын.
Первые знания Махамбет получил в медресе. Продолжил учение в Оренбурге, куда в 1824 году его, уже известного поэта, послал хан Внутренней (Букеевской) орды Жангир, определив его наставником к своему сыну Зулькарнаю. Там Махамбет овладел русским языком и русской грамотой. Был набожным человеком, осведомлённым в исламе.
Около пяти лет он был воспитателем ханского наследника, а потом между Махамбетом и ханом Жангиром возник конфликт.
Осенью 1829 года Махамбет, активный участник вспыхнувшего в степи восстания, был заключен в Калмыковскую крепость, где провел два года: сбежать ему удалось только в 1831 году.

### Восстание Исатая Тайманова
Вместе с Исатаем Таймановым возглавил повстанческие отряды, ведшие борьбу с правительственными российскими войсками и войсками хана Жангира. После поражения восставших в битве у р. Акбулак, во время которой погиб Исатай Тайманов, ушёл на юг, где скрывался несколько лет.

### Партизанская война в Хиве
Зимой 1839-1840 гг. Махамбет принял участие в Хивинском походе, развернув партизанскую войну против русских войск генерала Перовского. Хивинский хан Аллакули не стал помогать Махамбету. Тем не менее, его слава как вождя и поэта привлекали в его войско сотни добровольцев. Небольшими отрядами они нападали на растянутые колонны русской армии.
Даже не приблизившись к Хиве, русское войско понесло большие потери на казахской земле. Спустя четыре месяца бесплодных усилий, в феврале 1840 г. Перовский отдал приказ отступить. Погибло свыше 1 тысячи русских солдат, в руках у повстанцев оказались оружия и провианты. Провал Хивинского похода привел к отставке Перовского.

### Смерть
Погиб 20 октября 1846 года на территории нынешней Атырауской области.

## Творчество
Одним из видных представителей казахской поэзии первой половины XIX века является Махамбет Утемисов, друг и соратник Исатая Тайманова — предводителя крестьянского антифеодального восстания казахов 1836—1837 годов.
Один из сыновей Утемиса, человека богатого, влиятельного, приближенного к ханскому окружению, Махамбет выделялся среди своих сверстников живым умом, любознательностью и острым языком. Современники отмечали, что он основательно знал Коран, был ему знаком также и язык служебной переписки, а знания эти он скорее всего получил в медресе.
В 1836 году в Букеевской орде вспыхнуло восстание, направленное против произвола хана Жангира, который облагал народ все новыми и новыми налогами, поборами, пошлинами. Руководителями восстания стали Исатай Тайманов и Махамбет. На подавление восстания были брошены части регулярной русской армии. Два года превосходящим в силе ханским нукерам и регулярным царским войскам противостояли простые кочевники. С пиками и саблями против ружей и пушек они не раз одерживали победы. Немало этому способствовали воодушевляющие стихи-песни поэта Махамбета. Простые и конкретные, впечатляющие и неоспоримые, своей яркой метафоричностью они оказывали почти такое же воздействие на восставших, как и суры Корана.
12 июля 1838 года у реки Киыл восставшие приняли бой с превосходящими силами противника. В этом неравном бою был убит Исатай, а руководимые им повстанцы отступили. Махамбету удалось скрыться от преследователей, но собрать рассыпанных по степи восставших ему не удалось. Поэт бежал в Хиву, а, вернувшись на родину, 17 марта 1841 года был арестован по доносу предателя и отправлен в Оренбург. Военный суд вынес следующее решение: «Подсудимого Утемисова, в уважение хорошего расположения к правительству, оказанного во время бытности в Зауральской орде, освободив от наказания, препроводить за линию, с воспрещением приближаться к оной, если же осмелится нарушить это запрещение или перейти на внутреннюю сторону, то подвергнется строжайшему наказанию».

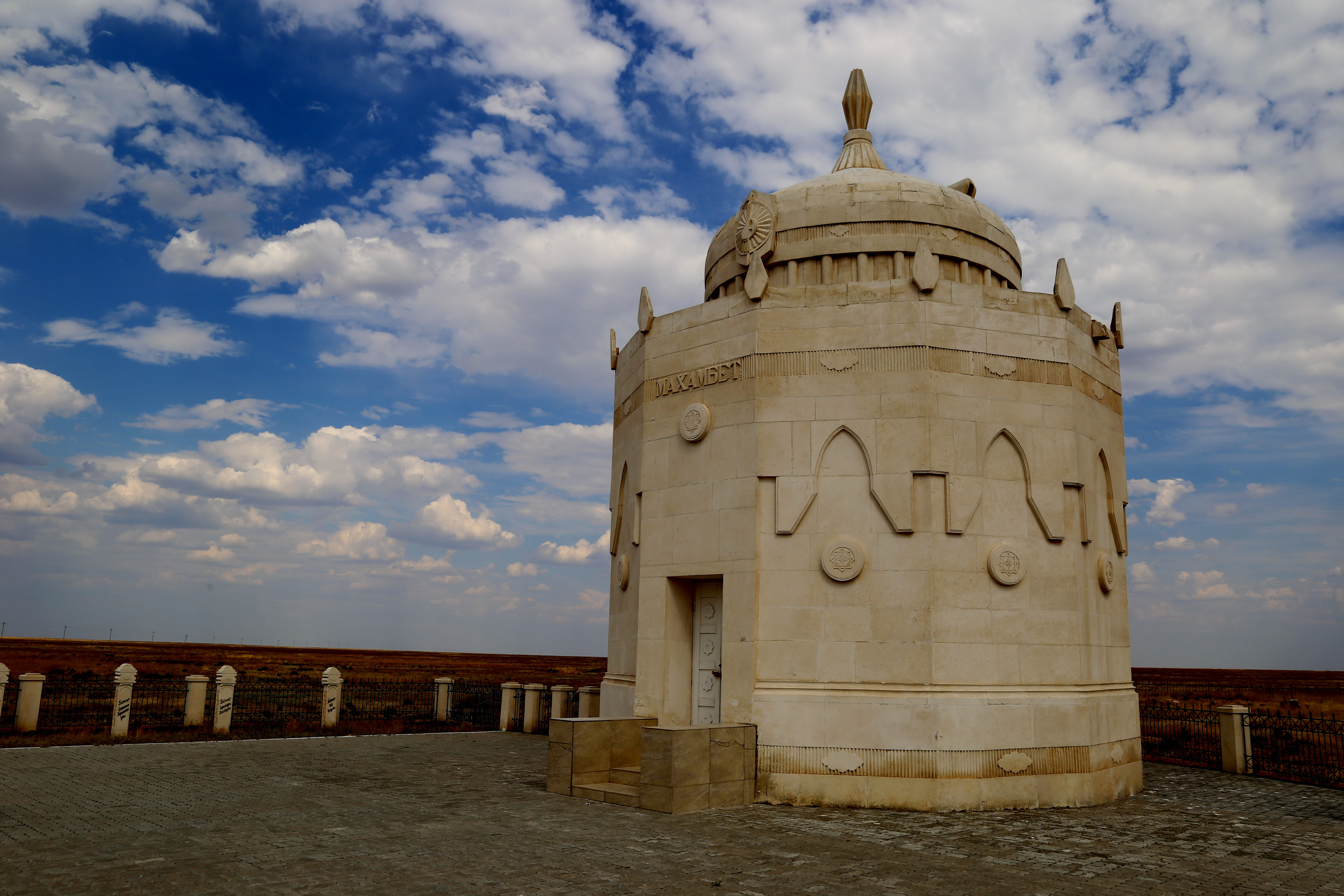
Мавзолей Махамбета в Индерском районе Атырауской области

В течение нескольких лет Махамбет скрывался в дальних аулах за Уралом. Но и здесь враги поэта-воина не оставили его в покое. Султан Баймухамет (Баймагамбет), захвативший власть после смерти хана Жангира, сначала пытался приручить Махамбета, сделать его придворным поэтом, хитростью и лестью заставить служить себе: ведь если на его стороне будет любимый народом акын, это сделает его власть более прочной. Махамбет не пошел на сделку с султаном и сложил о нём такую песню, которая заявляла во всеуслышание о нравственной победе поэта-воина и его соратников над угнетателями народа. «Слово, сказанное султану Баймагамбету» — свидетельство непримиримого отношения поэта к правящему режиму, знак его несогласия с политикой, направленной на дальнейшее усиление социального неравенства в казахской степи, и стремления продолжать борьбу как с оружием в руках, так и с помощью своего поэтического таланта.
Махамбет — певец, вышедший из среды аристократии, открыто вставший на сторону народных масс. Развив традиции героических певцов, преобразовал образы казахской поэзии, усилил социальные мотивы, что привело к появлению гражданской лирики в истории казахской поэзии. Жанры лирических песен-стихов Махамбета довольно многообразны: среди них есть и песни-обращения к друзьям или врагам, построенные в форме речи-призыва или обличения, и песни-плачи (жоктау), и толгау, и элегии.
Его стихи и песни: «Проклятие Жангиру», «Султану Баймагамбету», «Война». «Исатай — сын Таймана», «Великая мечта».
Вот как характеризовал Махамбета один из его современников, лично знавший его, писатель Е. П. Ковалевский в книге «Странствователь по суше и морям», изданной еще в середине XIX столетия: «Я понял его как человека чрезвычайно замечательного в кругу своего народа, самозабвенно ему преданного, весьма образованного, политически проницательного, хорошо владеющего русским языком, как натуру героического склада, подлинного патриота, как человека острого ума, страстно ищущей души и большого обаяния, как на редкость увлекательного собеседника».
Русскоязычным читателям творчество Махамбета представила переводчик Татьяна Фроловская

## Память

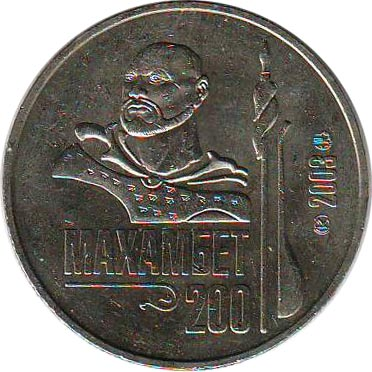
Памятная монета Казахстана номиналом 50 тенге, посвящённая 200-летию со дня рождения Махамбета

- Памятная монета Казахстана номиналом 50 тенге, посвящённая 200-летию со дня рождения Махамбета.
- На месте гибели поэта в 40 км от посёлка Индерборский в Атырауской области построен мазар-мавзолей. Ежегодно у мавзолея проходят литературные чтения по произведениям Махамбета.
- Махамбету установлен конный памятник в городе Уральске.
- Именем Махамбета назван райцентр в Атырауской области Казахстана.
- В СССР имя было присвоено Гурьевскому межобластному казахскому драматическому театру.
- В Алма-Ате был воссоздан облик Махамбета Утемисова по методу знаменитого русского скульптора-антрополога Михаила Герасимова[3].
- 2003 год в честь 200-летия поэта по решению ЮНЕСКО был объявлен годом Махамбета. К этой дате в Атырау был установлен памятник Махамбету и Исатаю.
- В Астане работает дворец школьников им. Махамбета Утемисова.
- В районном центре Махамбет (Атырауская область), установлен памятник в 2018 году.